# María Frisa
María Frisa (Barcelona, 1969) es una escritora española. Su obra narrativa ha sido reconocida con numerosos galardones nacionales e internacionales y ha sido traducida a varios idiomas.

## Trayectoria
Frisa nació en Barcelona por las circunstancias laborales de su padre, funcionario, y trasladándose a los tres años a Zaragoza con su familia, toda ella natural de Aragón. Es licenciada en Psicología clínica por la Universidad de Zaragoza y diplomada en Trabajo social con un postgrado en Psiquiatría por la misma universidad.
Comenzó a publicar en el año 2000. Colabora en diversas revistas literarias y es autora de relatos y novelas, siendo su temática fundamental la situación de la mujer en la sociedad española actual, todo ello narrado con ironía y humor negro.
Es autora de la serie juvenil 75 consejos para, que inició a raíz de las experiencias que le compartía su hija al regresar del colegio. Aunque escrita en clave de humor y ficción desde la voz de una niña de doce años, Sara, la primera publicación de la serie, 75 consejos para sobrevivir en el colegio, fue objeto de amenazas en las redes sociales por ser interpretada como una incitación al machismo y al acoso escolar, saliendo en defensa de la libertad creativa de la autora, entre otros profesionales de la literatura, Elvira Lindo, Sergio del Molino y Juan Soto Ivars, así como la propia editorial Alfaguara.
El 3 de junio de 2015 participó en el evento de promoción de la lectura infantil y juvenil, organizado por Pepe Trívez en el Museo de Zaragoza, Leer en el Museo junto con Andrés Chueca, David Guirao, Sandra Andrés, David Lozano, Begoña Oro y Pepe Serrano.
Posteriormente, en 2018, se desmarcó de la literatura adolescente con su primera incursión en la novela negra, Cuídate de mí, que aborda temas como la violencia de género y el ciberacoso, seguida de El nido de la araña, relato de intriga psicológica, en torno a un secuestro, con numerosas referencias al cine. Concibe el género negro como idóneo para la denuncia social.
En 2023, publicó junto a Marisol Aznar una novela conjunta, No podría estar más contenta, un libro de humor en torno a una mujer de mediana edad que tiene que lidiar frente a las tribulaciones de su entorno y, ante todo, frente al sentimiento de culpa que le acecha constantemente.

## Premios y reconocimientos
En 2006 fue ganadora del XXI Premio de Creación Literaria Santa Isabel de Portugal, en su modalidad de Narración breve, por Uno mismo y lo inesperado. Los premios de narrativa y poesía Santa Isabel los convoca anualmente la Diputación Provincial de Zaragoza con la finalidad de difundir y fomentar la creación literaria aragonesa.
En el mismo año 2006 resultó ganadora del XI Premio de Novela Corta Manuel Díaz Luis, por su novela La voz de los vencidos. El premio de Novela corta lo convoca el Ayuntamiento de Monleón, como recuerdo y aprecio al escritor, amigo de esa villa, Manuel Díaz Luis.
En 2010 recibió el XXII Premio de Narrativa Universidad de Zaragoza, por Como entonces. El Premio Literario de Narrativa Corta de la Universidad de Zaragoza tiene como objeto el fomentar la cultura y la creación literaria como parte del proceso de formación integral y permanente de la Comunidad Universitaria y de la sociedad en su conjunto.

## Obra
- 2006 - Breve lista de mis peores defectos. Editorial: MARTINEZ ROCA - ISBN: 9788427032200
- 2007 - Uno mismo y lo inesperado. Editorial: Diputación Provincial de Zaragoza - ISBN: 9788497031950
- 2008 - 15 maneras de decir amor. Editorial: MARTINEZ ROCA - ISBN: 9788427034587
- 2011 - Como entonces. Editorial: PRENSAS DE LA UNIVERSIDAD DE ZARAGOZA - ISBN: 9788415274193
- 2015 - Cómo sobreviví a la madre de Pavlito. Editorial: S.L.U. ESPASA LIBROS - ISBN: 9788467043587
- 2016 - ¡Abajo el cole!. Editorial: ALFAGUARA - ISBN: 9788420484518
- 2017 - ¡Abajo el cole! El deporte es lo peor. Editorial: ALFAGUARA - ISBN: 9788420485959
- 2018 - Cuídate de mí. Editorial: PLAZA & JANES EDITORES - ISBN: 9788401020810
- 2020 - El nido de la araña. Editorial: S.A. EDICIONES B - ISBN: 9788466668323
- 2023 - ¿Quién es Olimpia Wimberly? Editorial: S.A.EDICIONES B - ISBN: 8466673326

Serie juvenil 75 consejos para 
- 2012 - 75 consejos para sobrevivir en el colegio. Editorial: ALFAGUARA - ISBN: 9788420410999
- 2013 - 75 consejos para celebrar tu cumpleaños a lo grande. Editorial: ALFAGUARA - ISBN: 9788420415376
- 2013 - 75 consejos para sobrevivir en el campamento. Editorial: ALFAGUARA - ISBN: 9788420414164
- 2014 - 75 consejos para sobrevivir a las extraescolares. Editorial: ALFAGUARA - ISBN: 9788420416700
- 2015 - 75 Consejos para sobrevivir a los exámenes. Editorial: ALFAGUARA - ISBN: 9788420481470
- 2016 - 75 consejos para ser popular. Editorial: ALFAGUARA - ISBN: 9788420488127
- 2016 - 75 consejos para sobrevivir en el instituto. Editorial: ALFAGUARA - ISBN: 9788420484259
- 2017 - 75 consejos para sobrevivir a las redes sociales. Editorial: ALFAGUARA - ISBN: 9788420486208
- 2017 - 75 consejos para sobrevivir a los profes (y sus manías). Editorial: ALFAGUARA - ISBN: 9788420486710
- 2018 - 75 consejos para sobrevivir a los amigos, enemigos y troles varios. Editorial: ALFAGUARA - ISBN: 9788420433578